# Provincie Šinano

Mapa japonských provincií se zvýrazněnou provincií Šinano

Provincie Šinano (japonsky: 信濃国; Šinano no kuni) byla stará japonská provincie rozkládající se na území dnešní prefektury Nagano. Byla rovněž nazývána Šinšú (信州). Šinano hraničila s provinciemi Ečigo, Eččú, Hida, Kai, Kózuke, Mikawa, Mino, Musaši, Suruga a Tótómi.
Staré hlavní město provincie se nacházelo v blízkosti současného moderního města Macumoto, které se stalo důležitým provinčním městem.
Během druhé světové války byla největší letadlová loď té doby pojmenována na počest této provincie Šinano.

## Historie
V roce 713 (6. rok éry Wadó) byla cesta vedoucí přes Mino a Šinano rozšířena, aby mohla pojmout rostoucí počet cestujících.
Během období Sengoku byla Šinano často rozdělená na několik lén a na jejím území bylo vybudováno několik dalších hradních měst, mezi která patřila Komoro, Ina a Ueda. Provincie Šinano byla jedním z hlavních mocenských center Šingena Takedy během jeho válek s Kenšinem Uesugim.
Během období Meidži v roce 1871 byly současně se zrušením feudálních panství a vytvořením prefektur (Haihan Čiken) po reformách Meidži z provincie Šinano administrativně vytvořeny prefektury Nagano a Čikuma. Tyto dvě pokusné správní územní jednotky byly opět sloučeny v roce 1876 do současné prefektury Nagano, která zůstala v podstatě nezměněna až do dneška.